# Zakonska določila za zaščito slovenske jezikovne manjšine v deželi Furlaniji Julijski krajini
| Pravni status Slovencev v Italiji | Pravni status Slovencev v Italiji | Pravni status Slovencev v Italiji | Pravni status Slovencev v Italiji | Pravni status Slovencev v Italiji |
| --- | --------------------------------- | --------------------------------- | --------------------------------- | --------------------------------- |
| |                                   |                                   |                                   |                                   |
| Italijanska zakonodaja obravnava pripadnike slovenske narodne skupnosti v Italiji kot državljane, s slovensko družbeno-kulturno in jezikovno identiteto. Zakon 482/1999 opredeli slovensko narodno skupnost v Italiji kot “zgodovinsko jezikovno manjšino“. V 2. členu jo omenja tudi kot “slovensko prebivalstvo“ — s tem ji posredno pripisuje ne samo neko “jezikovno“ identiteto, temveč tudi neko “družbeno-kulturno“ identiteto (glej 19. člen), ki sta izvorno povezani z jezikovnimi in družbeno-kulturnimi identitetami prisotnimi v drugih državah (v nobenem slučaju pa ne omenja njene “narodne oziroma nacionalne identitete“, in niti ne določa organa, ki bi jo na kakršenkoli način uradno predstavljal). Namen zakona 482/1999 je v glavnem ta, da omogoča pripadnikom slovenskega prebivalstva možnost uporabe slovenskega jezika v nekaterih stikih z javnimi ustanovami pri koriščanju javnih storitev in pri tem določa tudi točno omejena geografska območja, kjer je ta možnost dopuščena. Zakon 38/2001 je namenjen “pripadnikom slovenske jezikovne manjšine“ — tudi ta zakon ne priznava Slovence v Italiji kot “narodno oziroma nacionalno skupnost“. |                                   |                                   |                                   |                                   |

Zakonska določila za zaščito slovenske jezikovne manjšine v deželi Furlaniji - Julijski krajini (italijansko: Norme a tutela della minoranza linguistica slovena della regione Friuli - Venezia Giulia) so zaščitni zakon za slovensko manjšino v Italiji, ki ga je sprejela vlada Italijanske republike leta 2001 pod zaporedno številko 38.
Zakon predstavlja končno pravno priznanje slovenske narodne skupnosti v Furlaniji - Julijski krajini, ki določa ozemeljski obseg manjšine, njene pravice in obveznosti Italije do nje. Kljub velikemu pomenu sprejetja zakona za slovensko skupnost se v desetletju po sprejetju zakona njegova določila ne upoštevajo v celoti, prav tako niso bila vgrajena v vse povezane državne, deželne in občinske zakone.
Zakon je zaključek pravnega razvoja statusa slovenske manjšine v Italiji, ki so ga v skromnejši obliki prej definirala določila rapalske pogodbe, zavezniške vojaške uprave STO in italijanski Zakon o zaščiti zgodovinskih jezikovnih manjšin št. 482/1999. Na nižji upravni ravni, v okviru Furlanije - Julijske krajine, je bil leta 2007 sprejet tudi Zakon za zaščito slovenske jezikovne manjšine št. 26/2007.
Zakon ima 29 členov. V prvem delu določa geografsko območje manjšine, kjer priznava tudi obstoj prej nepriznane slovenske skupnosti v Videmski pokrajini. Nadaljnji členi se nanašajo na jezikovne pravice manjšine, vključno s pravico do slovenskih imen in priimkov, ki je bila zlasti kršena v fašističnem obdobju, ter rabo slovenščine v javni upravi, napisih in toponimih. Sledijo vprašanja šolstva in vzgoje, zagotavljanje možnosti obstoja kulturnih in političnih institucij ter finančnih sredstev za manjšino.